# Fortaleza dos Nogueiras
Fortaleza dos Nogueiras este un oraș în unitatea federativă Maranhão (MA), Brazilia.